# Maumont (Sourdoire)
Der Maumont ist ein kleiner Fluss im Zentralmassiv von Frankreich, der in den Départements Corrèze der Region Nouvelle-Aquitaine und Lot der Region Okzitanien südöstlich der Stadt Brive-la-Gaillarde verläuft.

## Geografie

### Verlauf
Der Maumont entspringt im südlichen Gemeindegebiet von Lagleygeolle und entwässert generell in südlicher Richtung. Beim Ort Sourdoire erreicht er das Tal des gleichnamigen Flusses und begleitet ihn in geringem Abstand auf etwa den nächsten vier Kilometern. Dann mündet nach insgesamt rund 15 Kilometern im Gemeindegebiet von Vayrac als rechter Nebenfluss in einen Seitenarm der Sourdoire.

### Orte am Fluss
(Reihenfolge in Fließrichtung)
- Laumet, Gemeinde Meyssac
- Saint-Julien-Maumont
- Lime, Gemeinde Saint-Julien-Maumont
- Branceilles
- Peyre, Gemeinde Curemonte
- Sourdoire, Gemeinde La Chapelle-aux-Saints
- Les Trieux, Gemeinde Saint-Michel-de-Bannières
- Vayrac